# الجثة التي اختفت (رواية)
هي رواية بوليسية من إبداع أجاثا كريستي؛تحمل الرواية بعدا اجتماعيا،ودراما نفسية تتحدث عن الخيانة والعقاب.